# Ponte de Cavalos
A Ponte de Cavalos localiza-se na freguesia de Cepelos, no Município de Vale de Cambra, Distrito de Aveiro em Portugal.
É também designada pelos habitantes locais como Ponte de Porto Cavalos, o que parece indiciar a existência (há ainda construções visiveis) de um posto de "muda" de cavalos na antiga via que ligava o Porto a Viseu.